# Arctosaurus
Arctosaurus is een geslacht van uitgestorven archosauromorfen.

## Ontdekking en naamgeving
Het geslacht is gebaseerd op een halswervel die in de zomer van 1859 werd gevonden op Rendezvous Hill op Cameron Island, Nunavut, Canada, in rotsen uit het Laat-Trias van de Heibergformatie. Dat jaar was door de Royal Navy een expeditie uitgezonden om, vergeefs, het lot te achterhalen van HMS Erebus en HMS Terror, twee marineschepen die in 1847 tijdens de poolexpeditie van John Franklin spoorloos waren verdwenen. Speurend naar mogelijke menselijke beenderen raapte kapitein Sherard Osborn een fossiele wervel op, vermoedelijk uit een reeks van gebroken resten. In een verslag van de expeditie opperde kapitein Francis McClintock dat het bot aan Teleosaurus kon worden toegewezen, een lid van de Ichthyosauria. 

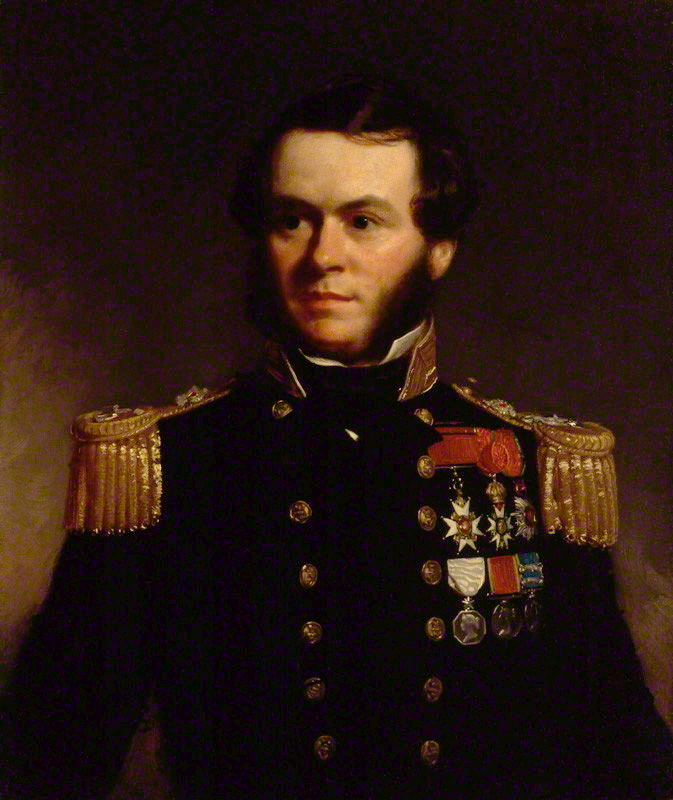
De befaamde poolreiziger Osborn

In 1875 benoemde de Schotse natuurvorser Andrew Leith Adams de typesoort Arctosaurus osborni. De geslachtsnaam Arctosaurus betekent 'arctische hagedis' en verwijst naar de hoge breedtegraad waar het fossiel werd ontdekt. De soortaanduiding eert Osborn, die in 1875 overleed. Adams begreep dat het geen ichthyosauriër was en identificeerde het stuk correct als een vermoedelijk middelste halswervel.
Het holotype is NMING: F14878 (eerder NMI 62 1971). Het maakt deel uit van de collectie van het National Museum of Ireland – Natural History, de Dead Zoo, te Dublin. Osborn gaf het fossiel aan John William Salter, en die droeg het over aan Alexander Carte, de conservator van de Royal Dublin Society.
In 2014 en 2016 werden alsnog de wrakken van de schepen gelokaliseerd.

## Beschrijving
Op basis van de grootte van de wervel, drieëndertig millimeter lang, is een lengte van ongeveer honderdvijftig centimeter geëxtrapoleerd.
De wervel is matig langwerpig en vrij hoog; hoger dan lang. Hij is amficoel: hol aan voorzijde en achterzijde. Het zijuitsteeksel heeft een achterste richel (lamina centrodiapophysealis) en verder is er een richel naar het achterste gewrichtsuitsteeksel (lamina postzygodiapophysealis) die vrij laag ligt. Het voorste gewrichtsfacet ligt hoger dan het achterste wat wijst op een sterk gekromde nek. De wervel heeft een kiel op de onderzijde. De bases van de achterste gewrichtsuitsteeksels dragen epipofysen, extra uitsteekseltjes op de bovenzijde. Echte pleurocoelen ontbreken hoewel er wel een diepe horizontale gewelfde groeve onder de wervelboog ligt, aan de onderste buitenzijde. Volgens Sues is dat een autapomorfie evenals een in achteraanzicht ietwat V-vormige lamina transpostzygapophysealis, een richel tussen de achterste gewrichtsuitsteeksels. De oriëntatie van het doornuitsteeksel is omstreden; volgens sommigen helt het naar voren maar alleen de basis is bewaard gebleven en kan ook wijzen op een meer gebruikelijke helling naar achter.

## Fylogenie
Adams besefte dat het fossiel niet goed in de toenmalige systematiek paste. Hij beperkte de determinering tot een algemeen Sauria.
Het raadselachtige reptiel fascineerde op het eind van de negentiende eeuw veel onderzoekers die een poging waagden de juiste verwantschappen vast te stellen. Daarbij dacht men vooral aan een positie in de Dinosauria, een groep waarvan in die periode veel resten waren gevonden. In 1889 plaatste Richard Lydekker het in de Anchisauridae. Othniel Charles Marsh was het daar in 1895 mee eens. In 1890 meende Lydekker dat Anchisaurus een theropode was en plaatste Arctosaurus dienovereenkomstig in de Theropoda. In feite staat Anchisaurus basaal in de Sauropodomorpha en tot 1976 was het gebruikelijk ook Arctosaurus als een sauropodomorf te beschouwen.
Echter, al in 1970 stelde Rodnet Steel weer dat het een of ander lid van de Theropoda was. Peter Malcolm Galton bevestigde dat in 1976, wijzend op een vermeende pneumatisering van de wervels. Evenzo sprak Welles in 1984 van een theropode en in het standaardwerk The Dinosauria uit 1990 werd Arctosaurus onder de theropoden opgesomd, zij het onder voorbehoud als ?Theropoda indeterminata. De wervel lijkt in bepaalde opzichten dinosaurisch, zoals in het behoren tot een duidelijk sterk gekromde nek, maar is wat te kort voor sauropodomorfen en vandaar dat men bij de theropoden uitkwam. Met enige plaatsing in de Dinosauriformes is het echter slecht verenigbaar dat de achterste richels op de zijuitsteeksels laag geplaatst zijn.
Friedrich von Huene had in 1902 een heel andere opvatting, namelijk dat het een schildpad betrof. Dat lijkt een bizarre interpretatie maar die kwam voort uit een inderdaad bestaande gelijkenis met de wervel van de door hem benoemde Chelyzoon die in feite geen schildpad is maar een twaalfde wervel van Tanystropheus. Toch is Arctosaurus vermoedelijk ook daarvan geen verwant want beide delen weliswaar een lange nek maar tanystropheïden missen het complexe systeem van richels ofwel laminae.
Dale Russell vermeldde in 1984 de mogelijkheid van trilophosauride affiniteiten. Problematisch is dat met die groep gedeelde kenmerken over die hele klade verspreid zijn en nooit alle bij één bepaald lid voorkomen. Arctosaurus is mogelijk in ruimere zin een lid van de Allokotosauria, wat Hans-Dieter Sues in 2016 verdedigde. De wervels van Azendohsaurus zijn het meest gelijkend. 
Een laatste mogelijkheid is een basale positie in de Archosauriformes. Onder de onlangs erkende groep van de Aphanosauria zijn volgens Michael Mortimer vooral de wervels van Teleocrater zeer gelijkend, slechts verschillend door hun grotere langwerpigheid.